# Jadranski naftovod
Jadranski naftovod d.d. (JANAF) je hrvatska tvrtka (dioničko društvo u mješovitom vlasništvu s pretežito državnim kapitalom) sa sjedištem u Zagrebu, koja upravlja istoimenim sustavom za prijevoz sirove nafte, Jadranski naftovod. JANAF sustav za prijevoz nafte sastoji se od luke Omišalj i 759 km kopnenog naftovoda. U djelatnost tvrtke spada još skladištenje nafte i naftnih derivata, te prekrcaj nafte. U Hrvatskoj se nalazi 610 km cijevi.

## Jadranski naftovod
Sustav Jadranskog naftovoda sastoji se od:
- Terminala Omišalj (Luka Omišalj, skladišni prostor 760.000 m³, crpne i mjerne stanice)
- glavnih dionica cijevovoda:
  - Omišalj – Sisak, dužina 180 km (od Siska polaze dva pravca)
  - Sisak – Virje – Gola (prema Mađarskoj), dužina 109 km;
  - Virje – Lendava (Slovenija);
  - Sisak – Slavonski Brod, te dalje Slavonski Brod – Sotin, dužina 240 km ,
  - Omišalj – Urinj podmorski naftovod (spaja luku s rafinerijom INAe u Rijeci), dužina 7 km
- U Sisku, Virju i Slavonskom Brodu nalaze se terminali (prihvatno-otpremni), te spremnici nafte (obujma 100.000 m³ Sisak, te 40.000 m³ Virje), i prateće crpke i stanice za mjerenje.

## Projekt Družba Adria
Projekt je prijedlog spajanja Jadranskog naftovoda s ruskim (i najvećim svjetskim) naftovodom Družba (ruski: Дружба), kojime upravlja ruska naftna tvrtka Transneft. Cijevovod koji bi spojio ova dva naftovoda prolazio bi kroz Mađarsku i Hrvatsku do Siska, gdje bi se spajao na Jadranski naftovod.

## Vanjske poveznice
- Internet stranice tvrtke
- Projekt Druzhba-Adria, Transneft internet stranice. (engl.)